# Arrojo (Salas)
Arrojo (oficialmente en asturiano: Arroxu) es una aldea española de la parroquia de Villazón, perteneciente al municipio de Salas, en la comunidad autónoma de Asturias.

## Historia
Hacia mediados del siglo XIX, el lugar ya pertenecía a la parroquia de Villazón del municipio de Salas. Aparece descrito en el tercer volumen del Diccionario geográfico-estadístico-histórico de España y sus posesiones de Ultramar de Pascual Madoz con las siguientes palabras:

ARROJO: l. en la prov. de Oviedo, ayunt. de Salas y felig. de Santiago de Villazon ó Quintana (V.).
(Madoz, 1845, p. 20)

En 2023, la entidad singular de población de Arrojo tenía empadronados 3 habitantes, todos ellos en diseminado.